# Kirby: Squeak Squad
Kirby: Squeak Squad (с англ. — «Кирби: Пищащий Отряд») — видеоигра-платформер, разработанная компаниями HAL Laboratory и Flagship (подразделение Capcom) и выпущенная Nintendo для портативной консоли Nintendo DS. В отличие от предыдущей игры на DS — Kirby: Canvas Curse, Squeak Squad — стандартный платформер, использующий кнопки вместо сенсорного экрана для управления Кирби. Позднее, 25 июня 2015 года, игра была переиздана для сервиса Virtual Console на Wii U.

## Игровой процесс
Как и в большинстве игр про Кирби, в этой игре он может копировать способности врагов, путём вдыхания и проглатывания. Здесь присутствует интерактивная среда с препятствиями, которые можно пройти лишь обладая нужной способностью (превращение воды в лёд, с помощью аналогичной способности или срезание длинной травы с помощью Меча или Резака). Кирби может хранить предметы и способности в своём желудке, они отображаются на экране. Особая способность — Пузырь может быть использована для создания способностей монстров, располагаемых на экране. Как и в Kirby 64: The Crystal Shards, игрок может комбинировать способности, однако они ограниченны только следующими способностями: Меч, Огонь, Лёд, Искра, Бомба и Колесо. Комбинирование способности достигается путём перетаскивания одной способности на другую при помощи стилуса. Если обе способности совместимы, то из них получится новая способность (например при сочетании Огня и Меча получится Огненный Меч. Однако, если они не совместимы, способности объединяются для создания случайного пузыря.
В качестве ещё одного аспекта хранения и комбинирования способностей, Кирби может приобрести части из пункта бонус энергии и смешать их для получения бонусной способности. Например — три мини Кирби дают дополнительную жизнь, три маленькие звезды генерируют большие для уничтожения крупных врагов. Кирби может также при помощи элементов восстанавливать здоровье.
Возвращены следующие способности — Луч, Бомба, Амур, Резак, Боец, Огонь, Молот, Высокий Прыжок, Лёд, Лазер, Магия, Ниндзя, Зонт, Сон, Искра, Меч, Бросок, Торнадо, НЛО и Колесо. Из новых способностей появились: Животное, Пузырь, Призрак, Металл и Тройная Звезда. Во многих способностях используется несколько атак, подобная тенденция наблюдалась и в Kirby & the Amazing Mirror.
Новый концепт игры включает в себя нововведение — «Свитки Копий» (англ. Copy Scrolls), дающих Кирби ту способность, которую он выбрал. Примеры включают в себя Молот, который становится в два раза больше обычного размера. Торнадо и Колесо приобретают стихийные способности для перехода по нужной местности и Искра, которая может высвобождать энергию, подобно Плазме из Kirby Super Star.
Каждый уровень содержит один или несколько сундуков с сокровищами (как правило на уровне находятся два маленьких красных сундука и один большой синий, хотя на уровнях с боссами присутствует только большой синий). Конечной целью игры является именно нахождение всех сундуков. В сундуках находятся ключи для открытия секретных уровней и миров, а также возможности для смены цвета Кирби, детали от пазлов и другое содержимое игры. Всё это начисляется, если Кирби найдёт сундук. Игроку необходимо убедиться, что в желудке Кирби хватает места для сундуков, удалив ненужные элементы и соединив аналогичные для освобождения места. Чем больше сундук, тем труднее его получить и необходимо столкнуться с Пищащим Отрядом в мини-состязании. Если противники получают сундук, они пытаются убежать в свои собственные укрытия, но игрок может попытаться догнать их, победить и вернуть сундук. Если игрок не может получить сундук, он должен вернуться к ранее проходимому уровню, чтобы снова попытаться взять сундук; сундуки будут восстановлены для следующего сбора, но будут содержать лишь пузыри. За один раз можно сохранить только пять предметов.
Игра поддерживает мультиплеер посредством «Multi-Card», а на обычную карту установлены 3 мини-игры на базе «Squeak Squad».

## Сюжет
Текст из введения игры (перевод с английского языка):
«Ранний вечер в Стране Снов… это настолько умиротворяет, даже облака сонные. И сейчас самое любимое время для Кирби: закуски! Сегодня самой вкусной закуской стал кусок клубничного бисквитного пирожного! Время вонзить… СТОП! Кирби собирался съесть торт, но он внезапно исчез! Это вкусное, аппетитное добро, покрытое сверху ягодами… Без сомнений! Это должна быть работа Короля Дидиди! Что же, нет времени, чтобы тратить его впустую! Надо вернуть торт обратно! Итак, самое позднее приключение Кирби начинается…»
В конце первого игрового мира (после победы над неповинным Королём Дидиди), Кирби находит Пищащий Отряд — печально известную мышиную воровскую группировку, стоящую за разграблениями сокровищ. Кирби ведёт слежку за ворами на протяжении всего путешествия по Стране Снов. В конце шестого мира проходит борьба между Кирби и лидером Пищащего Отряда — Дароач (англ. Daroach). Кирби выигрывает сражение и получает сундук, в котором якобы находится торт, но на него нападает Мета Рыцарь и отбирает сундук. Кирби гонится за ним и в конце седьмого мира между ними проходит дуэль. Мета Рыцарь терпит поражение и отдаёт сундук, который Кирби пытается открыть, но с воздуха его забирает Пищащий Отряд. Дароач открывает его… но там находится не торт а тёмные облака, уносящие Дароача в космическое пространство. Кирби бежит за ним и в конце концов сталкивается с Дароачем c которым происходит борьба. Во второй раз Дароач вызывает свою тёмную форму — Тёмный Дароач (во второй раз в конце восьмого мира). Как только он во второй раз терпит поражение, темнота отпускает лидера Пищащего Отряда и уплывает в небо в виде небольшой чёрной звезды. Кирби спешит за звездой, которая в итоге превращается в свою истинную форму — Тёмную Туманность (англ. Dark Nebula). Это доказывает то, что Мета Рыцарь пытался спасти Кирби от вскрытия сундука и высвобождения Тёмной Туманности. После победы, Кирби возвращается в Страну Снов и интересуется тем, куда делся его торт. Пищащий Отряд возвращает торт Кирби, извиняясь за беспокойство и герой начинает спокойно его уплетать.

## Критика
| Сводный рейтинг       | Сводный рейтинг |
| Агрегатор             | Оценка          |
| --------------------- | --------------- |
| GameRankings          | 72,24 %         |
| Game Ratio            | 77 %            |
| Metacritic            | 71/100          |
| MobyRank              | 73/100          |
| Иноязычные издания    |                 |
| Издание               | Оценка          |
| 1UP.com               | B-              |
| AllGame               | [ 6 ]           |
| Edge                  | 7/10            |
| EGM                   | 6,67/10         |
| Eurogamer             | 6/10            |
| Famitsu               | 31/40           |
| Game Informer         | 7,75/10         |
| GamePro               | [ 12 ]          |
| GameRevolution        | C               |
| GameSpot              | 7,7/10          |
| GameSpy               | [ 15 ]          |
| GamesRadar+           | [ 16 ]          |
| GameTrailers          | 6,5/10          |
| IGN                   | 7,8/10          |
| Nintendo Power        | 7,5/10          |
| Nintendo World Report | 6/10            |
| ONM                   | 70 %            |
| X-Play                | [ 22 ]          |
| NGamer Magazine       | 5,6/10          |

Kirby: Squeak Squad получила смешанные оценки в соответствии с порталом Metacritic (71 балл из 100). Японское издание Famitsu оценило игру на 31 балл из 40. Kirby: Squeak Squad получила оценку 7,5 из 10 баллов от Nintendo Power, а также 6,67 баллов из 10 по версии журнала Electronic Gaming Monthly.
Критики были обеспокоены отсутствием оригинальности в игре, в отличие от прошлой игры на Nintendo DS, Kirby: Canvas Curse. Телевизионное шоу X-Play телеканала G4 дало игре 3 балла из 5, критикуя игру за слабые мини-игры и излишнее использование сенсорного экрана. Британский журнал Official Nintendo Magazine дал европейскому релизу оценку 70 %. Несмотря на неоднозначные оценки Kirby: Squeak Squad разошлась в размере 1,7 миллиона копий, причём 1 миллион продан лишь в Японии.

## Virtual Console
Игра была выпущена для системы Virtual Console на Wii U в Европе 25 июня 2015 года, в Северной Америке 30 июля 2015 года, и наконец, в Японии 9 сентября 2015 года.

## Заметки
1. ↑  Известная в Европе как Kirby: Mouse Attack (с англ. — «Кирби: Мышиная Атака») и в Японии как Kirby of the Stars: Calling on the Dorotche Gang (яп. 星のカービィ 参上! ドロッチェ団 Хоси но Ка:би: Сандзё:! Дороттэ Дан, «Звезда Кирби: Вызов Банде Доротте»)